# Jesús Galeote Tormo
Jesús Galeote Tormo OFM (* 21. September 1951 in Madrid, Spanien) ist ein spanischer Ordensgeistlicher und römisch-katholischer Apostolischer Vikar von Camiri.

## Leben
Jesús Galeote Tormo trat der Ordensgemeinschaft der Franziskaner bei und empfing am 5. September 1976 das Sakrament der Priesterweihe.
Am 22. Februar 2019 ernannte ihn Papst Franziskus zum Apostolischen Vikar von Camiri. Der Apostolische Nuntius in Bolivien, Erzbischof Angelo Accattino, spendete ihm am 22. Mai desselben Jahres die Bischofsweihe; Mitkonsekratoren waren der Bischof von Tarija, Francisco Javier Del Río Sendino, und der Weihbischof in La Paz, Aurelio Pesoa Ribera OFM.